# Tosantos
Tosantos – gmina w Hiszpanii, w prowincji Burgos, w Kastylii i León, o powierzchni 5,74 km². W 2011 roku gmina liczyła 53 mieszkańców.